# Dah
Dah är ett departement i Mali.   Det ligger i kretsen Cercle de San och regionen Ségou, i den södra delen av landet, 300 km öster om huvudstaden Bamako.